# Veronica Ivy
Veronica Ivy, anciennement connue sous le nom de Rachel McKinnon, née en 1982 à Victoria, en Colombie-Britannique, est une coureuse cycliste canadienne, activiste des droits des transgenres et professeure de philosophie. En 2018, elle devient la première championne du monde transgenre en cyclisme sur piste, pour la tranche d'âge des 35-44 ans. 

## Biographie
Veronica Ivy a commencé le golf à l'âge de cinq ans, mais a également joué au baseball et au tennis et a été active dans plusieurs autres sports. Son aspiration professionnelle était de devenir golfeuse professionnelle. À l'âge de 16 ans, elle est gravement blessée dans un accident de la route qui met fin à sa carrière de golfeuse. Elle se tourne vers le badminton. En 2014, elle se rend à l'Université de Charleston en tant qu'enseignante en recherche sur le genre aux États-Unis,. Comme il n'existait aucun moyen de faire du badminton en sport de compétition, elle a commencé le cyclisme et s'est spécialisée en 2017 sur les disciplines de vitesse.
En 2018, elle devient championne du monde « Masters » à Los Angeles dans la tranche d’âge des 35-44 ans au sprint. Elle se décrit comme la première championne du monde transgenre en cyclisme. En revanche, selon le site Web de Velo News, Michelle Dumaresq, une coureuse transgenre a déjà remporté en 2006 un titre mondial chez les Masters en VTT. Après sa victoire, Dumaresq avait été verbalement attaquée et même frappée par le mari d'une de ses adversaires. Elle avait pris sa retraite quelques années après avoir pratiqué le sport en compétition. 
La victoire de Veronica McKinnon a été suivie de critiques et d'attaques jugées haineuses sur le fait qu'une femme transgenre puisse concourir avec les autres femmes. La hollandaise Caroline van Herrikhuyzen, médaillée d'argent, a soutenu McKinnon. L'Américaine Jennifer Wagner, troisième, s'est de son côté plainte d'une injustice. Rachel McKinnon a répliqué qu'elle avait perdu à plusieurs reprises contre Wagner dans diverses courses sans que cela ne pose de problèmes. 
La chroniqueuse britannique de droite Katie Hopkins, également connue pour des propos racistes et islamophobes, a également relayé des critiques sur Twitter, suivie par Martina Navrátilová, après quoi elle a été libérée de sa fonction d'ambassadrice de l'association Athlete Ally, qui œuvre pour l'égalité des droits dans le sport.
McKinnon a estimé qu'elle avait reçu plus de 100 000 commentaires haineux sur Twitter. Elle a évoqué l'une des règles fondamentales du CIO : « La pratique du sport est un droit humain ». Avant son lancement, elle avait subi tous les tests nécessaires, conformément aux règles en vigueur depuis 2003. Certains commentateurs ont estimé que Ivy avait un avantage sur ses homologues en raison de sa taille et sa masse musculaire. Veronica Ivy s'est opposée à cette critique : elle doit maintenir son niveau de testostérone à des valeurs basses comme condition préalable à sa participation à des compétitions sportives,,. 
Elle publie son premier livre en 2015. En outre, elle est active en tant que conférencière et s'engage pour les droits des personnes transgenres.
En octobre 2019, elle bat le record du monde du sprint lancé sur 200 mètres pour les femmes âgées de 34 à 39 ans. En réponse, elle reçoit un certain nombre de menaces de mort et est ciblée sur Twitter par Donald Trump, Jr.. En décembre 2019, elle écrit un éditorial dans le New York Times à propos de cette expérience,,.
En décembre 2019, elle change de nom et devient Veronica Ivy.

## Controverses
Le 23 août 2019, en relation avec la mort du milliardaire américain David Koch, Ivy écrit sur twitter que « C'est normal d'être heureux, ou même de célébrer, quand de mauvaises personnes meurent ». 
En septembre 2019, interrogée sur le réseau social pour savoir si elle « pensait qu'il était acceptable de célébrer la mort d'un jeune souffrant d'une tumeur cérébrale incurable », elle déclare à propos de Magdalen Berns (une youtubeuse anglaise ayant à cette époque un cancer du cerveau en phase terminale et qualifiée de transphobe) : « S'ils sont des poubelles humaines essayant activement de nuire aux personnes marginalisées à cause de qui ils sont ? Je pense que c'est justifié ». L'échange a provoqué une pétition de plus de 500 signataires demandant des excuses publiques d'Ivy,,.

## Publications
- The Norms of Assertion : Truth, Lies, and Warrant, 2015, 260 p. (ISBN 978-1-137-52171-2)  Palgrave Macmillan, 2015,  (ISBN 978-1-137-52171-2) (anglais).